# سیارک ۱۳۲۳۵
سیارک ۱۳۲۳۵ (به انگلیسی: 13235 Isiguroyuki، نامگذاری:1998HT42) سیزده هزار و دویست و سی و پنجمین سیارک کشف شده‌است که در ۳۰ آوریل ۱۹۹۸ کشف شد.
قدر مطلق سیارک برابر ۱۹.۵ است.